# 里哈德·卡普什
里哈德·卡普什（1973年2月9日—），斯洛伐克男子冰球运动员。他曾代表斯洛伐克国家队参加2002年和2006年冬季奥林匹克运动会冰球比赛，分别获得第13名和第5名。